# Motion Picture & General Investment
Motion Picture & General Investment, или MP & GI (кит. трад. 國際電影懋業有限公司, или 電懋) — гонконгская кинокомпания, лидер гонконгского кинопроизводства 1950-х гг, основной конкурент компании Shaw Brothers. Была основана в 1956 году малайским медиамагнатом Лу Вантхоу. За восемь лет своего существования произвела около 50 фильмов, в основном — музыкальные компании. Именно MP & GI дала путёвку в жизнь таким актрисам как Е Фэн, Дин Хао и Грэйс Чан.
Компания прекратила своё существование после трагической гибели Лу Вантхоу в авиакатастрофе в 1964 году. После этого безоговорочным лидером гонконгского кинопроизводства стала компания Shaw Brothers.
С 1955 по 1974 год официально издавали журнал International Screen (國際電影).

## Источник
- Stephanie Po-yin Chung. A Chinese movie mogul and the transformation of his movie empire : the Loke Wan Tho family and the Cathay Organisation in Southern China and Southeast Asia (1915–2000) :  [англ.] // Asia Europe Journal. — 2009. — Vol. 7, no. 3—4. — P. 463–478. — doi:10.1007/s10308-009-0233-3.